# Rejectaria amicalis
Rejectaria amicalis är en fjärilsart som beskrevs av J. Peter Maassen 1890. Rejectaria amicalis ingår i släktet Rejectaria och familjen nattflyn. Inga underarter finns listade.